# Pseudophasma putidum
Pseudophasma putidum är en insektsart som först beskrevs av Frederick Bates 1865.´
Pseudophasma putidum ingår i släktet Pseudophasma och familjen Pseudophasmatidae. Inga underarter finns listade i Catalogue of Life.